# Tikchbila
Tikchbila es el título de un tema musical que empieza con la misma palabra. Es una composición folclórica muy popular en África del Norte en general y en Marruecos especialmente. Usualmente esta canción acompaña varios juegos infantiles. En la actualidad su uso musical está más extendido e integra el repertorio de varios géneros musicales como el gnawa fusión,  el  raï,  el pop-rap marroquí,  entre otros.
Los fragmentos que se han conservado gracias a la transmisión oral de generación en generación dejan entrever que se trata de un romance o una composición morisca que data de los siglos XV o XVI. Los versos que se han conservado son: "Tikšbila tiylyiula/ ma qatlūni, ma ḥyāwnī / dāk lkās lī ʿtāwnī/ lḥrāmī mā ymūtšī/ ǧāt ḫbaru fī lkutšī"  correspondientes a los únicos versos conservados de la versión árabe original:
تِكشبِيلة / تِوليولة / ما قتلوني /ما حياوني/ داك الكاس/ اللي عطاوني/ الحرامي /ما يموتشي/ جات خبارو /في الكوتشي

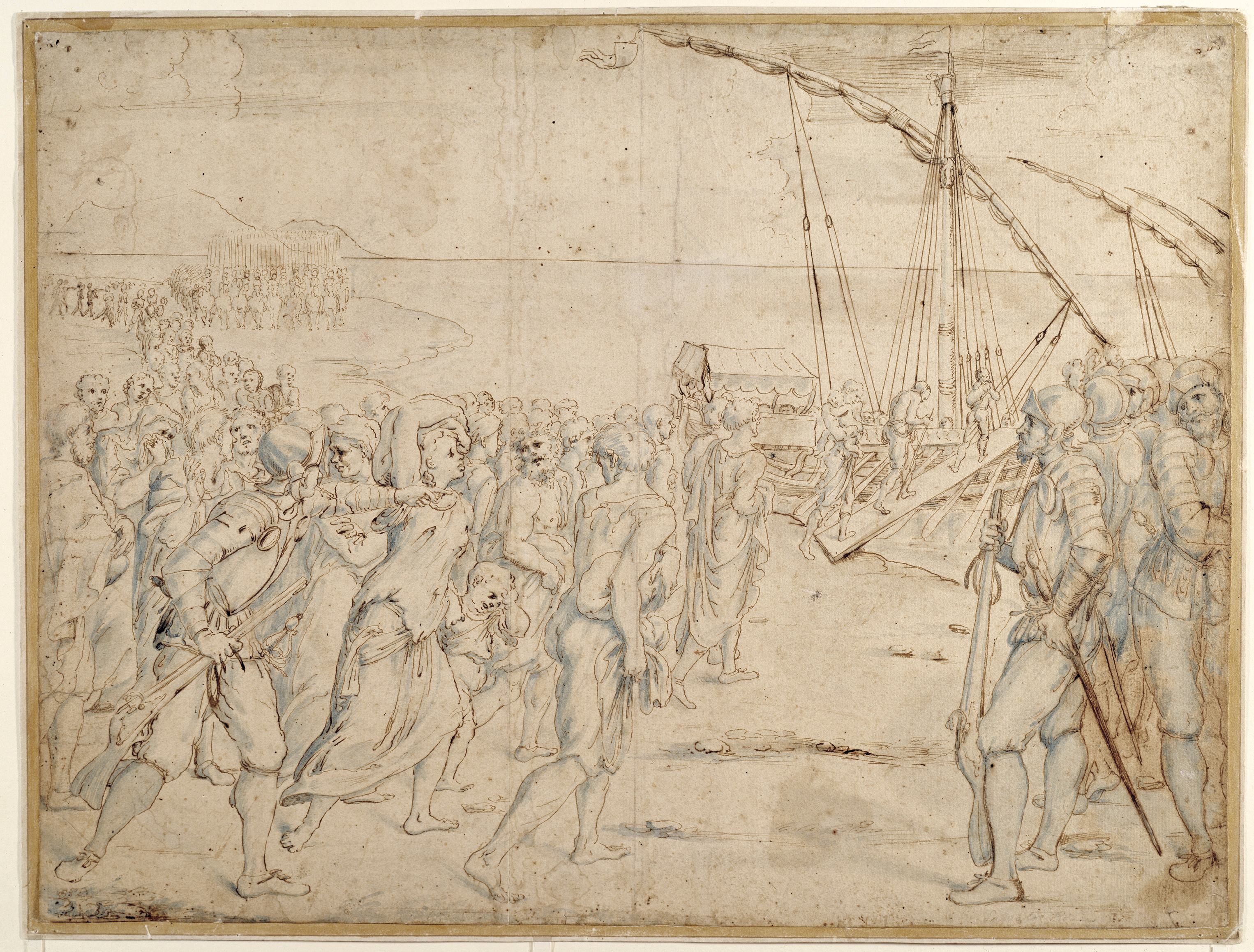
La Expulsión de los Moriscos (hacia1627) de Vicente Carducho (1576–1638). Aguada azulada, preparado a lápiz y pluma sobre papel. altura: 38 cm; ancho: 50,4 cm. Gabinete de Dibujos, Estampas y Fotografías del Museo del Prado.

## Origen del romance
Por tratarse de una composición folclórica oral se desconoce su autor original. Se desconoce también si la versión que nos ha llegado es la única. Como es habitual en las composiciones de su género se supone que existen varias versiones cuyo paradero se ignora también. 
Sin embargo, remitiéndose a los detalles temáticos de la breve composición podríamos suponer que se trata de un romance conservado desde la época de la expulsión de los moriscos allá entre 1609 y 1613. Pertenece seguramente a la literatura que documenta la expulsión ordenada por Felipe III. Ofrece una visión alternativa, la de los propios moriscos sobre las peripecias de su diáspora. Se puede considerar, por lo tanto, un complemento de otras composiciones que retratan la vida y las costumbres moriscas como la novela morisca, la novela aljamiada y las composiciones poéticas hechas por los moros conversos. Se sitúa a la altura de El baño de Zarieb comentada por Miguel Asín Palacios. Salvándose las circunstancias históricas y las diferencias temáticas de ambas composiciones quedan su paralelismo temático y el enfoque que adoptan en la reproducción de la expulsión desde la perspectiva de los vencidos. Se trata entonces de una composición con una autoría colectiva, la de toda la comunidad morisca.

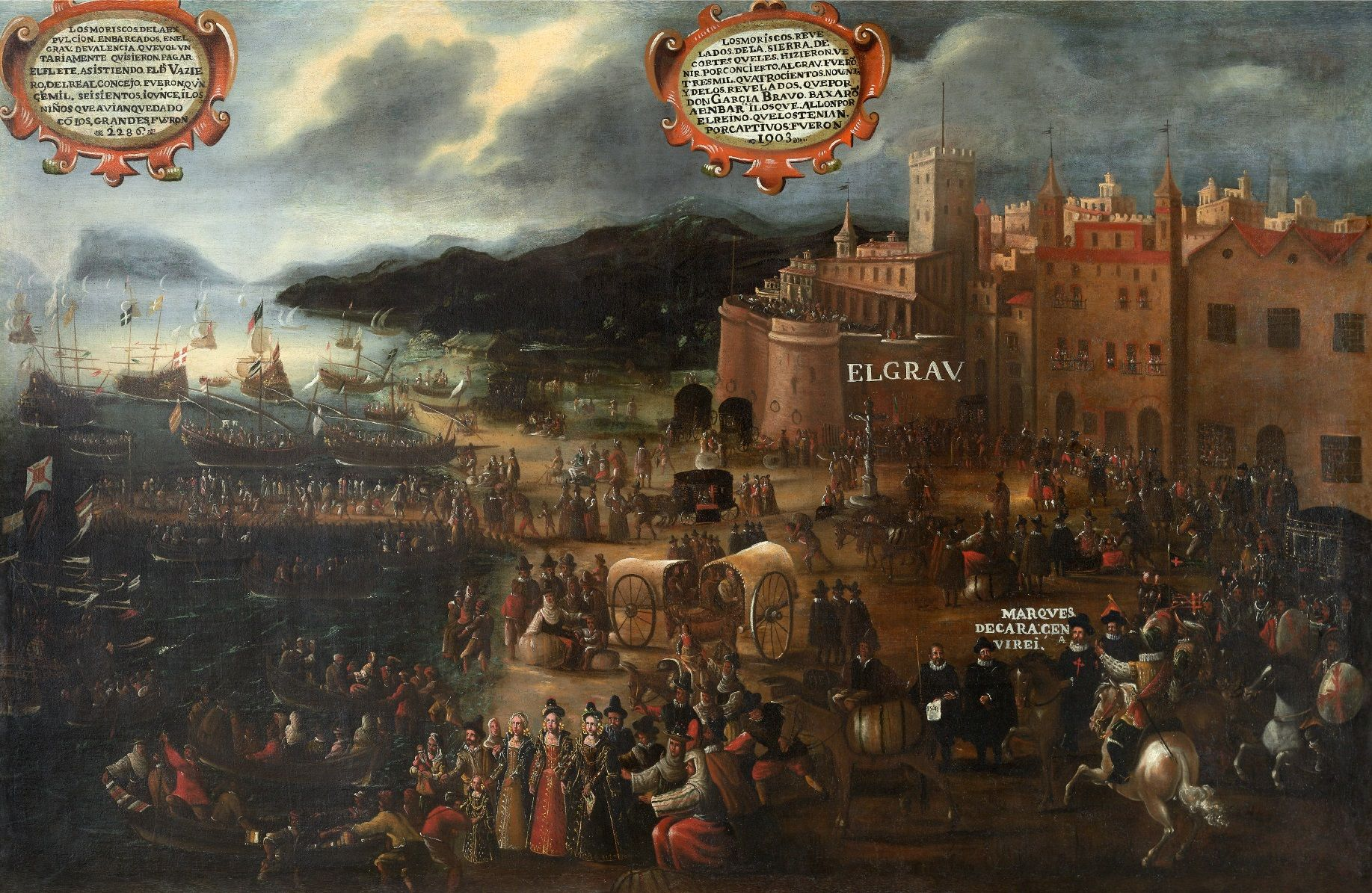
Pdro Oromig, Embarque de los moriscos en el Grau de Valencia, 1613, Fundación Bancaja.

## Contexto cultural
Tikchbila no es el único testimonio literario que recoge peripecias de la expulsión de los moriscos. Esta expulsión fue el estímulo de una importante lírica que dibuja peripecias, episodios, y las circunstancias de lo ocurrido.  En ella se manifiesta claramente el desgarro que experimentaron los moriscos al abandonar sus tierras natales. La mayoría de las composiciones orales estaban hechas en árabe. Como consecuencia de la promulgación en 1567 de la Pragmática antimorisca que, entre otras restricciones, prohibió el uso de la lengua árabe, la mayoría de la producción morisca en territorio español se limitaba al código aljamiado. 
Sin embargo, abundan los testimonios de la perduración del uso del árabe en las composiciones literarias de los moriscos que sorteaban las normas conservando muchos de los romances y composiciones poéticas.  De hecho, después de la prohibición, aunque el uso del árabe se limitaba al contexto íntimo y familiar y raramente traspasaba los muros caseros, el romance de Tikchbila es una de las huellas de la conservación del código árabe.
El estrechamiento del margen de las libertades que desembocó en los decretos de la expulsión definitiva fue decisivo no solo en la vida de los moriscos, sino también en la naturaleza de su producción literaria. Casi toda la composición posterior a la expulsión tiene un marcado carácter elegíaco. Una vez en las tierras de acogida el contacto del romance morisco con la práctica literaria local dio un giro fundamental desembocando en fenómenos literarios como el zéjel. 
Tikchbila debió nacer en el contexto del contacto de la comunidad morisca con los dialectos norafricanos en formación desde la llegada masiva de las tribus árabes (Banū Hilāl, Banū Maʿqil, Banū Salīm). Allí donde el mayor credo morisco se había instalado(Tetuán, Tánger, Salé, Mogador, Tremecén, Argel, Túnez, Trípolis, Alejandría, etc.) los romances moriscos no solo adoptaron el código lingüístico local, sino también abrazaron la rica tradición elegíaca oriental. Probablemente tal contacto fue uno de los fundamentales orígenes del mito de al-Ándalus como el paraíso terrenal perdido. Los fragmentos que se han conservado de este romance son el testimonio de esta doble fusión lingüística y genérica, y del arraigo de esta representación casi mitológica del legado andalusí.

## Interpretación
Aunque se desconoce el paradero de toda la composición, los fragmentos que se han conservado la sitúan en los romances que se han arraigado en la cultura magrebí con la llegada de los moriscos. Las alteraciones lingüísticas que ha sufrido la composición probablemente vienen determinadas por los sustratos que marcaron la metamorfosis lingüística de la comunidad morisca. En las tierras norteafricanas este romance ha adquirido nueva vida, y nuevos usos. De una composición poética ha pasado a un motivo musical que acompaña juegos infantiles, se ha convertido, en la actualidad, en un tema musical habitual en varios repertorios musicales.
Basándose en la determinación de estas alteraciones lingüísticas podemos reconstruir una versión preliminar de los versos que nos han llegado. El primer verso compuesto de dos expresiones “Tikšbila tiylyiula” es en realidad una contracción de cuatro palabras: “dīk išbīliyat” (ديك اشبيلية) y “tan walī liha” (تن ولي ليها).  El título del romance se adopta del primer verso de la composición. El tono elegíaco de la misma se desprende de los dos versos y que se apropian de la tradición oriental del mismo género que empieza con la descripción del ṭalal (ruinas) conocido como la muqaddimat ṭalaliyat (introducción descriptiva de las ruinas). Las llamadas muʿallaqat es una prueba de ello. Como en la tradición oriental, los dos primeros versos rememoran las últimas imágenes de las tierras lejanas, ahora solo un recuerdo. En este caso los dos versos describen la imagen de una Sevilla que se aleja. Probablemente, estas imágenes son lo último que la memoria del morisco conserva de la ciudad natal. La  expulsión de los moriscos de Sevilla ocurrió entre (1610-1613) y se supone que ha marcado la conciencia de los expulsados hasta el punto de empezar con ella este romance. El uso del demostrativo de lejanía “dik” (o “tilk”) dibuja la imagen del ocaso de una ciudad que se aleja paulatinamente hasta desaparecer.  
La segunda palabra “tiylyiula” probablemente es otra contracción de las voces “tan walī liha” (تن ولي ليها) que en castellano equivale a “pronto volveré a ella” —otra versión, podría derivar del árabe clásico “Ṭulayṭila” (طليطلة) haciendo referencia a otra ciudad especial en el imaginario árabe: Toledo—. La promesa de un utópico retorno es un tópico temático habitual no solo en los romances moriscos, sino en toda la producción literaria árabe asociada con la imagen de al-Ándalus. 
Las demás expresiones recrean del mismo modo mutiladas imágenes del recorrido de la expulsión y sus itinerarios. El segundo “mā qatlūnī/ mā ḥyawnī” (ni me han matado/ ni me han dejado en vida) remite probablemente a las prácticas hostigadoras y a la persecución sistemática que sufría el morisco. Con la radicalización de la política castellana hacia esta comunidad, los procesos de conversión fueron paulatinamente sustituidos por una sistemática persecución y marginación. “Dak lkās /lī ʿtāwni” (aquel vaso que me dieron) remite probablemente a la práctica de evangelización y del bautismo forzados que sufrían a mano de los nuevos dueños del territorio peninsular. También puede remitir a uno de los rituales de tortura y vejación contra los moriscos obligándoles a probar vino como forma para manifestar su renuncio a la religión islámica.  
Los dos últimos versos de la composición siguen la misma línea descriptiva y recrean la advertencia que se tenía de los representantes del Santo Oficio de la Inquisición. Los moriscos eran uno de los importantes colectivos afectados por los procesos de esta institución: “lḥrāmi/ mā ymūtši/ ǧāt ḫḫbāru fi lkūtši” (el infiel/ no se muera/ llegaban sus noticias/en un carro). En la comunidad se tenía especial advertencia del advenimiento de los oficiales de la inquisición que generalmente usaban los carros para llegar a los pueblos a donde querían llegar. 

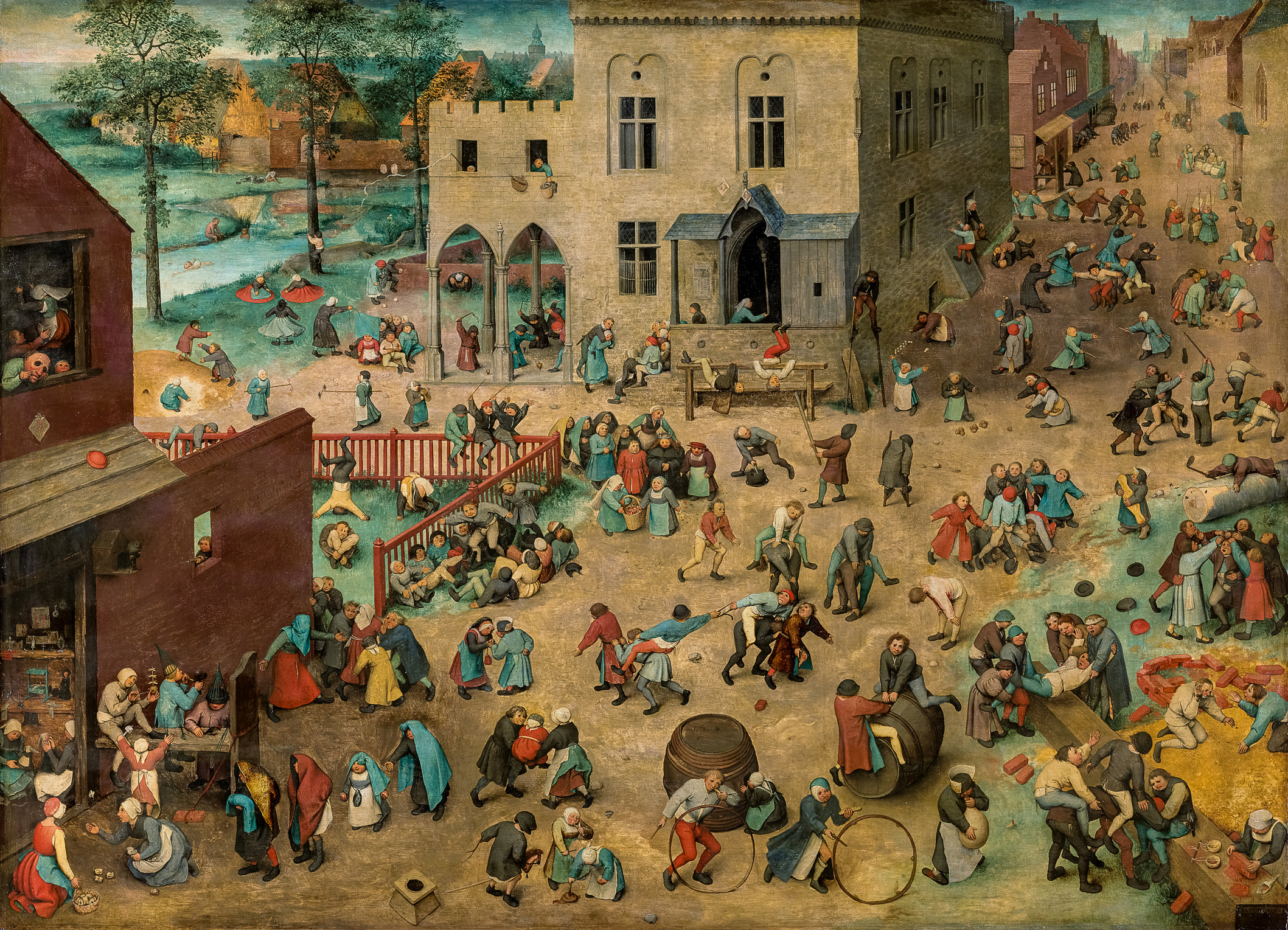
Juegos de niños (1560) de Pieter Brueghel el Viejo (1526/1530–1569). Óleo sobre tabla. Altura: 11 cm; ancho: 161 cm. Museo de Historia del Arte de Viena.

## Usos en los juegos infantiles
Se desconoce las circunstancias que determinaron el uso lúdico de este romance, pero se supone que fue introducido gracias a la permeabilidad del conjunto de los elementos de la cultura oral. Los niños se apropiaron de sus letras y las hicieron uno de los cantos que acompañan los juegos colectivos. Se supone también que el uso empezó en los barrios moriscos para luego extenderse al resto de la ciudad.  
En la actualidad muchos de los niños siguen entonando la canción mientras montan sus juegos colectivos. El más habitual es el de los niños que, chocando las palmas, van entonando alternativamente cada uno de los versos del romance. También es habitual entonar las letras del romance, mientras dos niños van girando cogidos de las manos inversamente. En ambos casos el juego es colectivo que implica la presencia de, por lo menos, dos niños. 

## Usos en los géneros musicales
En la actualidad el romance también tiene una función puramente musical. Se ha estandarizado su forma actual con las contracciones lingüísticas que recogemos en la presente entrada. Muchos artistas se han apropiado de sus letras. Los usos musicales del romance no son exclusivos a único género. Varios cantantes como Hamid Bouchnak, Iliass Barni (Tiiw Tiiw), Taha Fahsi (ElGrande Toto), entre otros se han apropiado de sus letras dándole al romance nueva vida y nuevos usos.

## Importancia patrimonial deTikchbila
Tanto los usos lúdicos como los musicales actuales del romance dejan en evidencia la importancia y la perdurabilidad del legado oral heredado de siglos de convivencia e interacción entre las dos orillas del Mediterráneo. Es una de las manifestaciones de los viajes culturales frecuentes entre ambas orillas. Refuerza también la realidad sincrética de la cultura norteafricana y sus múltiples raíces: árabe, amazig, moriscos, etc.Tikchbila es en este caso una de las manifestaciones de la huella morisca perdurable en la identidad cultural magrebí en general y marroquí especialmente. A pesar de sus alteraciones lingüísticas y de los innumerables fragmentos que se han perdido trae importantes imágenes de las ilusiones y desilusiones de los primeros moriscos expulsados. Su capacidad de mantenerse en vida a lo largo de los siglos trae recuerdos frescos de esta época histórica y pone en evidencia la contribución del tronco morisco en la realidad cultural marroquí particularmente y la norteafricana en general.